# 505
Cette page concerne l'année 505  du calendrier julien. Pour l'année 505 av. J.-C., voir 505 av. J.-C. Pour le nombre 505, voir 505 (nombre). Pour les autres significations, voir 505 (homonymie).
L'année 505 est une année commune qui commence un samedi.

## Événements
- Avril : paix de sept ans entre les Perses sassanides et les byzantins. Amida est évacuée par la garnison perse contre le versement de 1000 livres d'or[1].
- Campagne des Alamans en territoire franc. Le roi Clovis Ier réplique par une contre-offensive et les repousse par-delà le Rhin et le Haut-Danube[2].
- Alliance entre les monarchies burgonde et franque, avec le mariage entre Thierry, fils de Clovis Ier, et Suavegotta, fille de Sigismond Vasa et petite-fille de Gondebaud[3].

- L’historien byzantin Procope de Césarée (mort vers 562) rapporte une défaite des Eruli (Hérules) par les Lombards vers 505[4].
- Alaric II fait déporter à Bordeaux les évêques Ruricius de Limoges et Césaire d'Arles[5].

## Naissances en 505
- Varahamihira, mathématicien, astronome et astrologue indien.
- Dunod Fawr, roi britonnique.

## Décès en 505
- Eugène, évêque de Carthage.
- Jean II, patriarche d'Alexandrie.
- Principe, évêque de Soissons.